# Croton-on-Hudson
Croton-on-Hudson ist ein Village am Hudson River im Westchester County im US-Bundesstaat New York. Bei der Volkszählung im Jahr 2010 hatte der Ort 8070 Einwohner. Croton-on-Hudson ist ein Stadtteil der Town Cortlandt, einem nördlichen Vorort von New York City. Croton-on-Hudson wurde 1898 nach Cortlandt eingemeindet.

## Geschichte
Im Gebiet des heutigen Croton-on-Hudson war viele Jahrhunderte der Stamm Kitchawanc vom Volk der Wappinger ansässig. Von 1624 bis 1667 gehörte das Gebiet zur niederländischen Kolonie Nieuw Nederland. Die Kitchawanc beteiligten sich ab 1643 als Teil der Wappinger-Konföderation im Wappinger-Krieg am Kampf gegen die Niederländer. Im Jahr 1645 unterzeichneten die Kitchawanc und Niederländer am „Croton Point“ einen Friedensvertrag, an den heute eine Gedenktafel im Croton Point Park erinnert.
1667 übernahmen die Briten Nieuw Nederland und machten es zur Britische Kronkolonie. Stephanus van Cortlandt, Bürgermeister von New York City, erwarb hier 1677 Land am „Croton Landing“, wo der Croton River in den Hudson River fließt, um ein Herrenhaus zu errichten. Eine Volkszählung von 1718 ergab 91 Einwohner, darunter niederländische Siedler und englische Quäker. Im 19. Jahrhundert wurden am Croton River die Dämme Old Croton Dam und New Croton Dam sowie das Croton Aqueduct zur Wasserversorgung von New York City errichtet. Mit dem Bau der Hudson River-Eisenbahnlinie von Poughkeepsie nach New York City durch die New York Central Railroad entstand 1903–1906 neben den Ort die Croton-Harmon-Station am Hudson River. Am Bau der Projekte beteiligte irische, italienische und deutsche Einwanderer siedelten sich in Croton an und die Einwohnerzahl wuchs bis 1898 auf 1700.
Die neben dem Dorf gelegene Künstlerkolonie Harmon und ein Großteil der benachbarten Gemeinde Mount Airy wurden 1932 nach Croton-on-Hudson eingegliedert.
1961 gründeten die Zukunftsforscher Herman Kahn, Max Singer und Oscar Ruebhausen in Croton-on-Hudson das Hudson Institute, eine führende konservative Denkfabrik in den USA. 1984 verlegte man den Hauptsitz des Instituts nach Indianapolis.

## Einwohnerentwicklung
| Jahr | Einwohner |
| ---- | --------- |
| 1900 | 1533      |
| 1910 | 1806      |
| 1920 | 2286      |
| 1930 | 2447      |
| 1940 | 3843      |
| 1950 | 4837      |
| 1960 | 6812      |

| Jahr | Einwohner |
| ---- | --------- |
| 1970 | 7523      |
| 1980 | 6889      |
| 1990 | 7018      |
| 2000 | 7606      |
| 2010 | 8070      |
| 2019 | 8095      |
| 2020 |           |

Quelle: U.S. Decennial Census

## Wirtschaft
Den wirtschaftlichen Schwerpunkt von Croton-on-Hudson bilden der Bahnhof Croton-Harmon sowie die angrenzenden Bahnbetriebsanlagen der Metro-North Railroad. Der bis 1968 als Harmon bezeichnete Bahnhof liegt an der vor allem im Personenverkehr genutzten Bahnverbindung New York City–Albany am Ostufer des Hudsons.
Zwischen 1906 und 1913 elektrifizierte die New York Central Railroad (NYC) den Streckenabschnitt von New York City bis Harmon schrittweise unter Verwendung von Stromschienen, die mit 750 Volt Gleichspannung gespeist werden. Da der Einsatz von Dampflokomotiven in Manhattan ab 1908 gesetzlich untersagt wurde und die Gleisanlagen des 1913 eröffneten Grand Central Terminal unterirdisch liegen, fand in Harmon fortan bei nahezu allen Personenzügen ein Lokomotivwechsel zwischen den nördlich von Harmon eingesetzten Dampf- bzw. Diesellokomotiven und südlich davon genutzten elektrischen Lokomotiven statt. Diese Praxis wurde auch mit der Fusion der NYC in die Penn Central 1968 und der Übernahme des Personenfernverkehrs durch Amtrak 1971 fortgeführt. In den 1970er-Jahren wurden die E-Loks durch Zweikraftlokomotiven des Typs EMD FL9 abgelöst, die mitunter auch nördlich von Harmon Züge bespannten. Seit den frühen 1980er-Jahren führt Amtrak den Lokwechsel zwischen reinen Diesel- und Zweikraftlokomotiven generell in Albany-Rensselaer durch. Die Bedeutung des Bahnhofs und Bahnbetriebswerks für die lokale Wirtschaft war allerdings bereits ab den 1940er-Jahren zurückgegangen, als mit dem Ersatz der Dampflokomotiven durch Diesellokomotiven der Personalbedarf signifikant sank.
Der Bahnhof dient heute als Umsteigepunkt zwischen den hier wendenden lokalen Nahverkehrszügen der Metro-North Railroad aus New York City, Metro-North-Regionalzügen zwischen New York City und Poughkeepsie sowie Amtrak-Zügen zwischen New York City, Albany und weiter westlich oder nördlich gelegenen Orten.
In dem am Bahnhof gelegenen Ortsteil Harmon und im Ortsteil Mount Airy in der Grand Street entwickelten sich zwei Geschäftsviertel, die mittlerweile zu einem weitläufigen Geschäftsviertel zusammengewachsen sind. Es gibt des Weiteren ein Geschäftsviertel am North Riverside, das die Bewohner entlang des Riverside Drive, der Brook Street, der Grand Street und der Bank Street versorgt.
Seit Anfang der 1990er Jahre werden Anstrengungen unternommen, um die Uferregion am Hudson River für die Freizeitgestaltung zu entwickeln. Dazu zählen neue Fußgängerbrücken über die Highways US 9 und NY 9A zwischen dem Ort und dem „Senasqua Park“ und die Schaffung von Radwegen um die Half Moon Bay Condominiums. Am Flussufer liegt weiter der Croton Point Park.

## Kultur

„Dummy light“ an der Kreuzung Grand Street und Old Post Road

- Im Croton Point Park findet jährlich das Clearwaters Great Hudson River Revival statt. Es ist ein Festival für Volksmusik, Kunst und Umwelt.
- Jährliches Summerfest im zentralen Geschäftsviertel mit Musik, amerikanischem Essen, lokalen Spendenaktionen, Reisen und lokalen Künstlern.
- Seit 1981 wird jährlich im Oktober der Harry Chapin Run Against Hunger mit einem 10-km-Lauf und einem Spaßlauf ausgetragen.
- Die Asbury United Methodist Church and Bethel Chapel and Cemetery, die Croton North Railroad Station und der St. Augustine's Episcopal Church Complex sind im National Register of Historic Places aufgeführt.
- Das Herrenhaus Van Cortlandt Manor aus dem 17. Jahrhundert ist als nationales historisches Wahrzeichen ein National Historic Landmark.
- Von den 1910er bis 1960er Jahren war Croton ein beliebter Ort für die Sommerhäuser US-amerikanischer Kommunisten, Sozialisten und anderer Radikaler sowie vieler Künstler und Schriftsteller. Dies gab Mount Airy in Croton den Spitznamen „Red Hill“ (dt. „roter Hügel“).
- Das Dorf beherbergt eine der wenigen „Dummy lights“ in den Vereinigten Staaten. Es ist eine historische Verkehrsampel aus den 1920er Jahren, die sich auf einem Sockel mitten auf der Einmündung der Old Post Road South in die Grand Street am Rande der Innenstadt befindet. Im Bundesstaat New York gibt es zwei weitere in Beacon und Canajoharie.

Croton-on-Hudson war Schauplatz von Dreharbeiten mehrerer Spielfilme und Fernsehserien. So entstanden hier unter anderem Szenen für Daylight (1996), Reds (1981), Krieg der Welten (2005), Tenderness – Auf der Spur des Killers (2009), A Beautiful Day (2017), Madam Secretary (Serie) und 30 Rock (Serie).

## Verkehr
Die Croton-Harmon-Station ist ein bedeutender Bahnhof entlang der Bahnstrecke „Metro-North Hudson Line“, die von der Metro-North Railroad betrieben wird. An der Station halten die von Amtrak eingesetzten Fernzüge Empire Service, Adirondack, Maple Leaf, Ethan Allen Express und Lake Shore Limited sowie Züge der „Metro-North Hudson Line“ der Metropolitan Transportation Authority (MTA). Am Bahnhof angeschlossen sind auch bedeutende Betriebsanlagen von Metro-North Railroad.
Durch Croton-on-Hudson führen die Highways US 9, NY 9A und NY 129.

## Persönlichkeiten
Hier geboren
- Pierre Van Cortlandt, Jr. (1762–1848), britisch-amerikanischer Jurist, Bankpräsident und Politiker
- Helen Purdy Beale (1893–1976), Virologin
- Peter Strauss (* 1947), Schauspieler
- Premik Russell Tubbs (* 1952), Musiker und Musikproduzent

Mit Bezug zu Croton-on-Hudson
- Ernest Dichter (1907–1991), österreichisch-amerikanischer Psychologe
- Herman Kahn (1922–1983), Nuklearstratege, Kybernetiker und Futurologe
- Donald Roynald Bensen (1927–1997), Science-Fiction-Schriftsteller und Herausgeber
- Rosemarie Koczy (1939–2007), deutsch-US-amerikanische Künstlerin
- John F. Sowa (* 1940), Mathematiker und Informatiker
- Kristen Anderson-Lopez (* 1972), Schauspielerin, Drehbuchautorin und Musikproduzentin
- Loren Stillman (* 1980), Jazzmusiker, Komponist und Bandleader
- Karen Horney (1885–1952), Psychoanalytikerin (Neopsychoanalyse)[7]